# Канцлерис, Аудрюс
Аудрюс Канцлерис (лит. Audrius Kancleris; 25 ноября 1966) — советский и литовский футболист. Впоследствии футбольный арбитр.

## Биография
В советском первенстве Канцлерис выступал в командах «Атлантас» и «Волжанин» (Кинешма). Провел один сезон в литовской Высшей лиге за «Бангу» из Гаргждая.
После завершения карьеры Аудрюс Канцлерис стал футбольным рефери. В 2008 году он стал арбитром ФИФА. Литовец обслуживал международные матчи.